# Pfälzische Rheinauen
Pfälzische Rheinauen ist ein Landschaftsschutzgebiet und eines der größten und ältesten Schutzgebiete in Rheinland-Pfalz. Es umfasst in vier größeren Abschnitten etwa 21.000 Hektar entlang des Rheins und erstreckt sich von Berg im Süden bis Bobenheim-Roxheim im Norden und umfasst zahlreiche Gemeinden wie Neuburg, Hördt, Mechtersheim, Altrip und die Städte Wörth, Germersheim, Speyer, Ludwigshafen und Frankenthal.
Im Süden grenzt es an den Bienwald, ein weiteres großes Landschaftsschutzgebiet im Landkreis Germersheim. Im Norden grenzen die Pfälzischen Rheinauen direkt an das Landschaftsschutzgebiet Rheinhessisches Rheingebiet, dazwischen sind kleinere ausgewiesene Landschaftsschutzgebiete in unmittelbarer Nachbarschaft oder umschlossen, wie z. B. die Kollerinsel am Otterstädter Altrhein.
Die Pfälzischen Rheinauen sind nicht nur ein bedeutendes Natur- und Erholungsgebiet, sondern auch ein Raum, in dem wirtschaftliche und industrielle Aktivitäten stattfinden. Die ländlichen Gegenden sind überwiegend land- und forstwirtschaftlich geprägt, in den urbanen Bereichen hat sich Industrie angesiedelt und es sind wichtige Häfen in die Infrastruktur eingegliedert. Der Schutz dieses sensiblen Ökosystems wird durch eine Kombination aus rechtlichen Vorgaben, behördlicher Kontrolle und naturschutzfachlicher Planung gewährleistet.

## Geologie und Lage
Die Pfälzischen Rheinauen sind ein bedeutender Naturraum mit einer einzigartigen geologischen Entwicklung und landschaftlichen Ausprägung innerhalb der Oberrheinebene. Sie prägen die Region ökologisch, hydrologisch und geodynamisch wesentlich.
1. Lage und geologischer Rahmen
  - Die Pfälzischen Rheinauen liegen im südlichen Teil der Oberrheinebene, zwischen der Haardt (Pfälzerwald) und dem Rhein.
  - Entstanden im Quartär (letzte 2,6 Mio. Jahre) durch:
    - Rheingraben-Absenkung
    - Sedimentablagerung durch den Rhein, Nebenflüsse und Auensedimente
    - Wechselflutungen, Laufverlagerungen und Altarmentwicklung
2. Bodenbildung und Substrate
  - Dominierende Sedimente:
    - Kiese und Sande: ehemalige Flussschotter und Hochflutablagerungen
    - Auenlehme: feinkörnige Hochflutlehme in Senken und alten Flutrinnen
    - Torf- und Muddeeinlagerungen: in verlandeten Altarmen und Stillgewässern

  - Geprägt durch grundwassernahe Lagen, periodische Überschwemmung und ständigen geomorphologischen Wandel

### Naturräumliche Gliederung
Laut der naturräumlichen Haupteinheitengliederung Deutschlands gehören die Pfälzischen Rheinauen zu:
- Haupteinheit 222 – Großlandschaft Nördliches Oberrheintiefland
Untereinheiten:
  - Mannheim-Oppenheimer Rheinniederung (222.1)
  - Speyerer Rheinniederung (222.2)
  - Maxauer Rheinniederung (222.3)

Charakteristisch sind:
- Flache Reliefs (nahezu eben)
- Starke Kleinteiligkeit der Biotopstruktur
- Unterschiedliche Grundwasserniveaus und periodische Überschwemmungen
- Wechsel von Feuchtgebieten, Wiesen, Altwässern und Hartholzauen

### Geschichte und geologischer Nutzen
Die Pfälzischen Rheinauen zeichnen sich durch eine reichhaltige Lagerung von Kiesen, Sanden und Auenlehmen aus, die durch den Rhein im Verlauf des Quartärs abgelagert wurden. Diese Sedimente stellen bedeutende geologische Ressourcen dar und wurden ab dem frühen 20. Jahrhundert wirtschaftlich genutzt.
Der industrielle Kies- und Sandabbau begann im größeren Stil in den 1920er-Jahren, insbesondere in den Bereichen Germersheim, Sondernheim, Hördt und Leimersheim. Der Ausbau der Abbaukapazitäten erfolgte verstärkt nach dem Zweiten Weltkrieg im Zuge des Wiederaufbaus und der zunehmenden Nachfrage aus der Bauwirtschaft. Unternehmen wie die Kieswerke Sondernheim und Pfälzer Kies Union prägten dabei das Landschaftsbild der Region.
Im Zuge der Rohstoffgewinnung entstanden zahlreiche Baggerseen, die heute vielfach als Naherholungsflächen, Angelgewässer oder Teil von Naturschutzgebieten genutzt werden. Zu den bekannten Folgegewässern zählen der Sondernheimer Baggersee, der Leimersheimer See und der Jockgrimer Baggersee. Viele dieser Flächen wurden seit den 1990er-Jahren renaturiert oder in ökologische Ausgleichsprojekte eingebunden, etwa im Rahmen von LIFE-Natur-Initiativen oder dem Natura-2000-Netzwerk.
Ergänzend zum Kies- und Sandabbau spielte im Gebiet der Pfälzischen Rheinauen auch der Tonabbau eine bedeutende Rolle. Entlang der ehemaligen Flussarme wurden besonders in der Umgebung von Mechtersheim, Sondernheim und Jockgrim hochwertige Tonlager entdeckt, die seit dem 19. Jahrhundert industriell genutzt wurden. Der dort gewonnene Auenton war feinkörnig, gut formbar und daher besonders für die Ziegelproduktion geeignet.

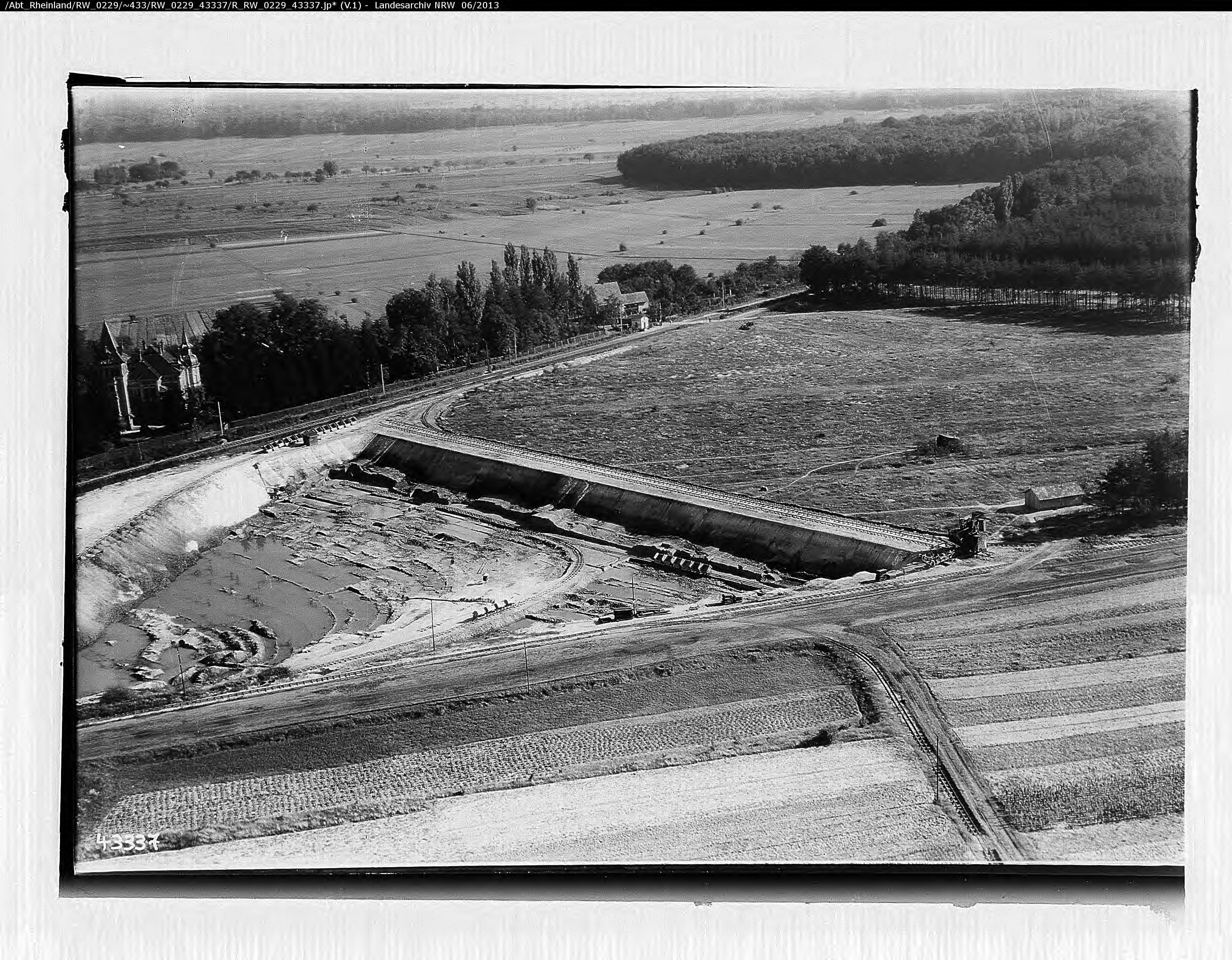
Jockgrim, Tongrube, 1936

In Jockgrim entstand ab 1883 mit der Gründung der Ziegelwerke Ludowici eines der größten Ziegeleizentren Europas. Die Firma exportierte Dachziegel – insbesondere den international bekannten „Ludowici-Dachziegel“ – weltweit. Um 1900 beschäftigte das Werk über 1.000 Arbeitskräfte und prägte die wirtschaftliche Entwicklung der Region nachhaltig. Die Tonvorkommen wurden bis in die zweite Hälfte des 20. Jahrhunderts ausgebeutet; einige ehemalige Tongruben sind heute rekultiviert oder als Feuchtbiotope Teil von Naturschutzflächen.
Das ehemalige Werksgelände in Jockgrim beherbergt heute die Verbandsgemeindeverwaltung und ein Industrie- und Ziegeleimuseum, das an die Bedeutung des Tonabbaus für die Region erinnert.
Der großflächige Abbau der Rohstoffe hatte allerdings auch hydrologische und ökologische Folgen: Neben Veränderungen des Grundwasserhaushalts kam es zur Zerschneidung naturnaher Auenlandschaften. Seit den 2000er-Jahren ist die Nutzung der Rohstoffe nur noch innerhalb definierter Vorranggebiete erlaubt und unterliegt strengen naturschutzrechtlichen Auflagen. Heute spielen die ehemaligen Abbauflächen auch eine Rolle in der ökologischen Aufwertung der Auenlandschaft, etwa als Ersatzlebensraum für Amphibien und Wasservögel.

## Schutzzweck und Bedeutung

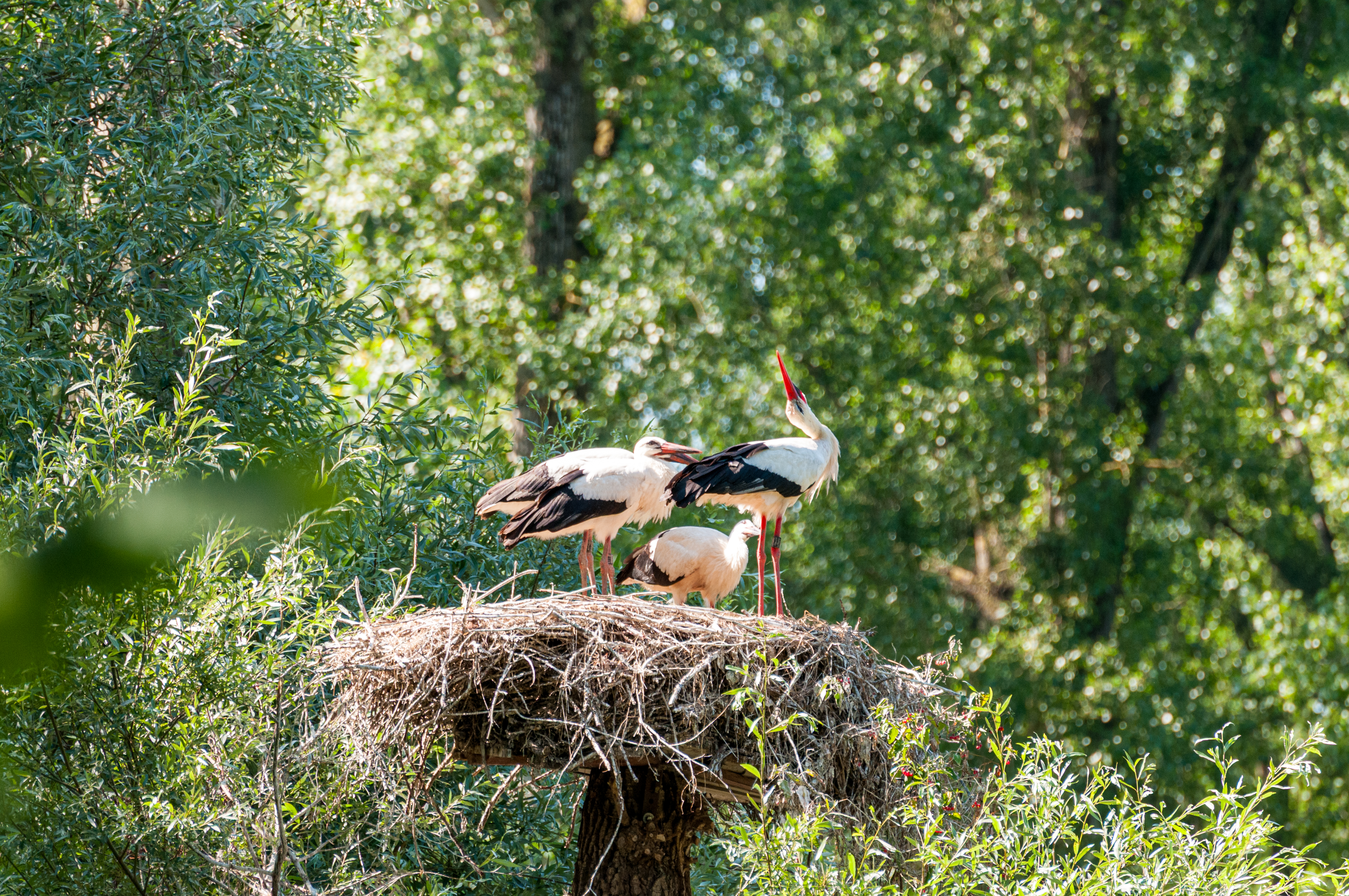
Weißstorch (Ciconia ciconia) am Altrhein in Neupotz

Ziel des Landschaftsschutzgebiets ist der Erhalt der landschaftlichen Eigenart und Schönheit der Rheinauen mit ihren stehenden und fließenden Gewässern, insbesondere der Altrheinarme, naturnahen Wälder, Waldrandbiotope, Lichtungen sowie Feucht- und Nasswiesenbiotope. Der Naturraum der Rheinauen ist geprägt von einer dynamischen Landschaft mit periodischer Überflutung, die wertvolle Lebensräume für spezialisierte Tier- und Pflanzenarten schafft. Diese naturnahen Strukturen machen das Gebiet zu einem bedeutenden Rückzugsraum bspw. für seltene Amphibien, Libellen und Watvögel.

### Bedeutung für Biodiversität und Naturschutz
- Eines der artenreichsten Gebiete in Rheinland-Pfalz
- Vorkommen zahlreicher Rote-Liste-Arten und prioritärer Lebensräume (gemäß FFH-Richtlinie)
- Kerngebiet des Natura-2000-Netzes (Vogelschutz- und FFH-Gebiet)
- Besonders erwähnenswerte Arten sind unter anderem:
  - Biber (Castor fiber), Laubfrosch, Kammmolch
  - Eisvogel (Alcedo atthis), Pirol, Schwarzmilan, Weißstorch (Ciconia ciconia)
  - Schwarzerle (Alnus glutinosa), Blutauge (Comarum palustre), Wassernabel (Hydrocotyle vulgaris)
  - Schmetterlinge, seltene Orchideen

Das Vogelschutzgebiet Wörther Altrhein ist bspw. landesweit bedeutsam für Tauch- und Schwimmenten, der Wörther Rheinhafen ist zeitweilig Schlafplatz von bis zu vier Möwenarten in beträchtlicher Anzahl.

## Liste der Schutzgebiete im Bereich der Pfälzischen Rheinauen

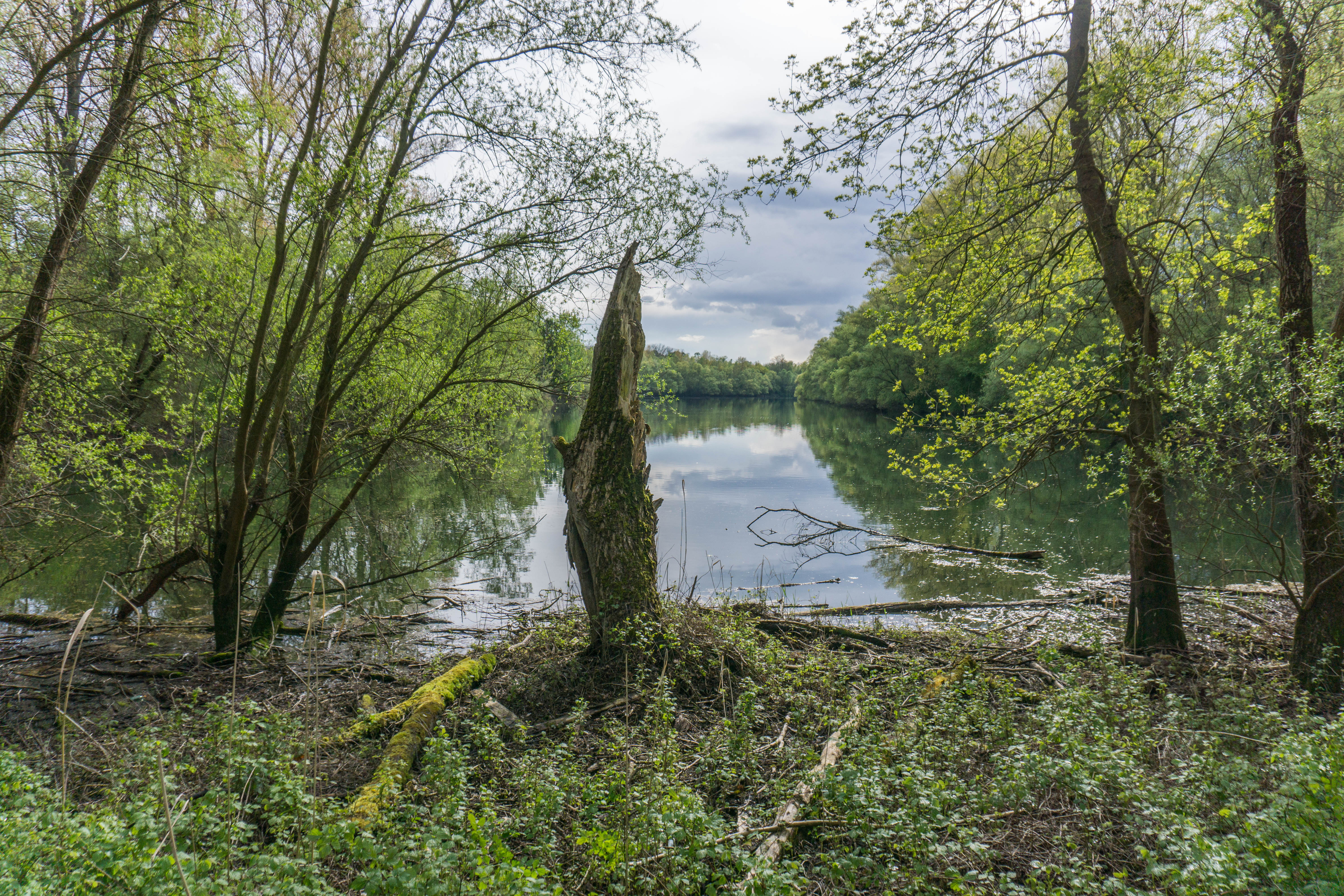
NSG „Böllenwörth“ bei Otterstadt

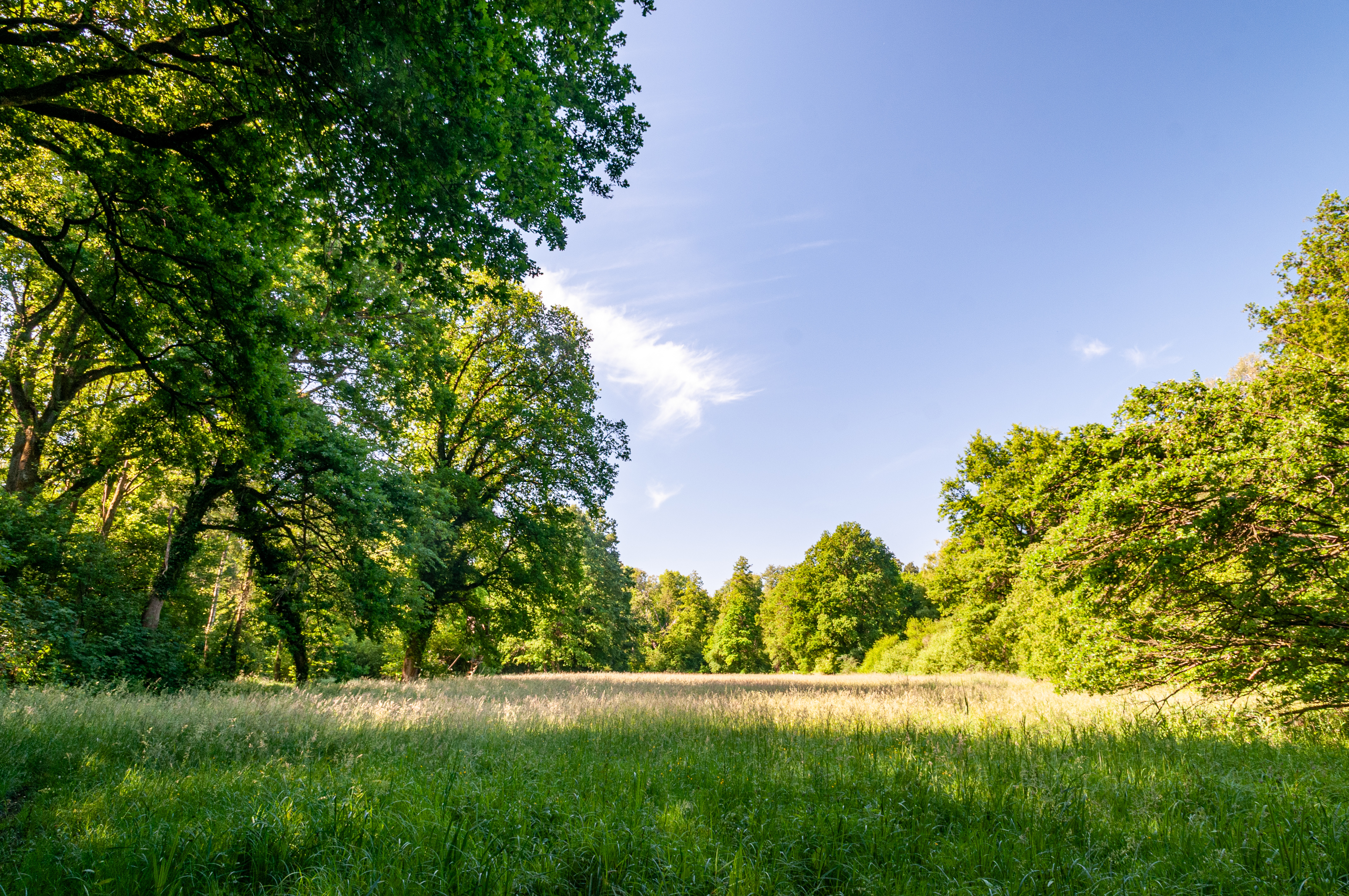
NSG „Riedried“ im Bienwald

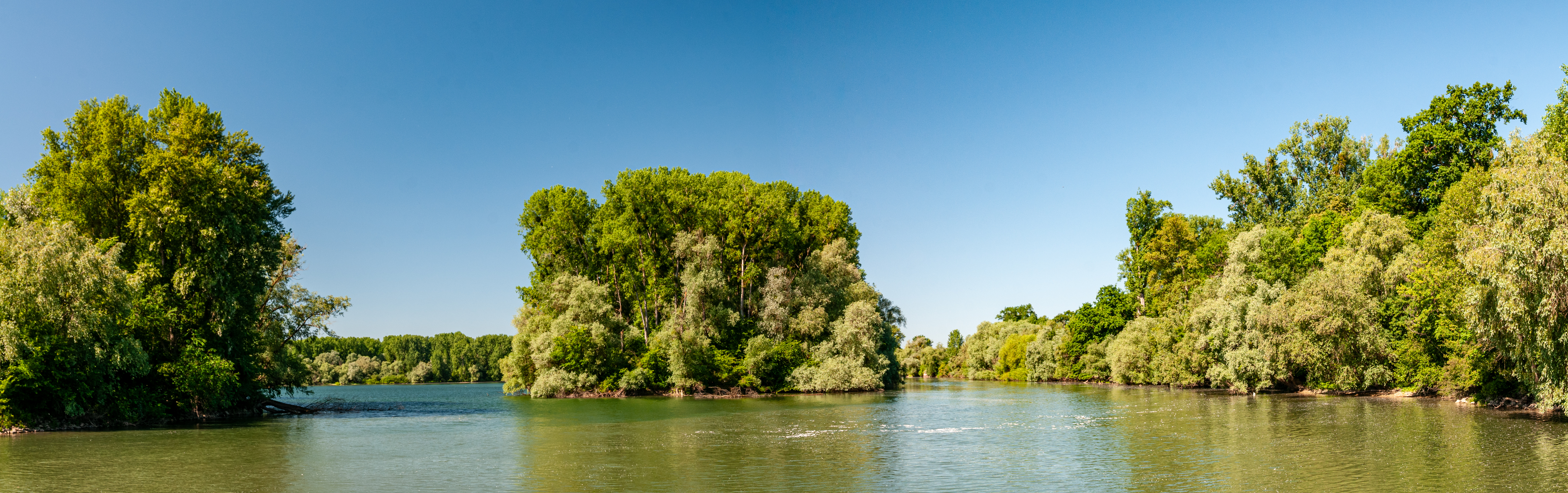
VSG „Karlskopf und Leimersheimer Altrhein“

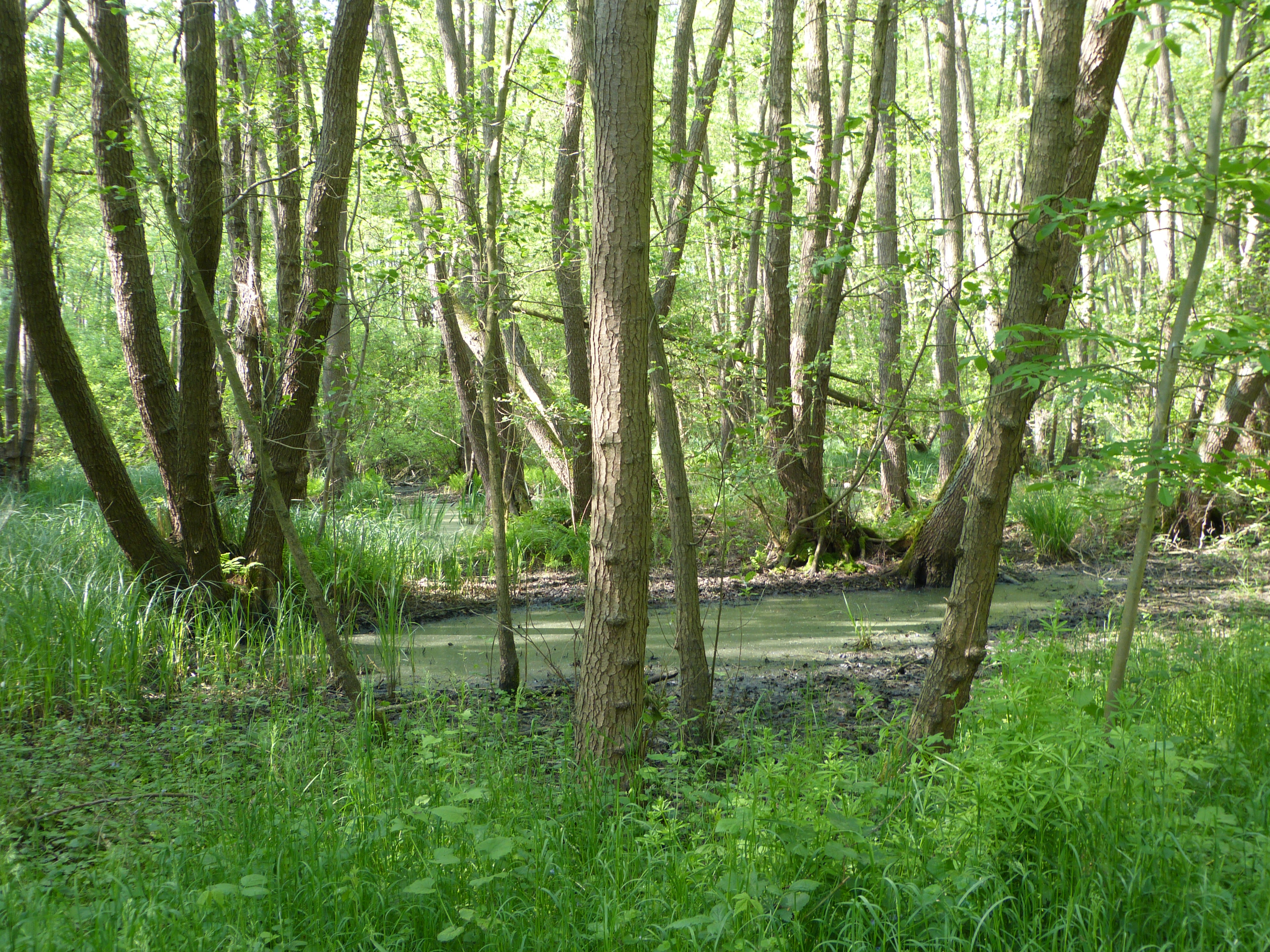
Bruchwald im NSG „Neuhofener Woog“

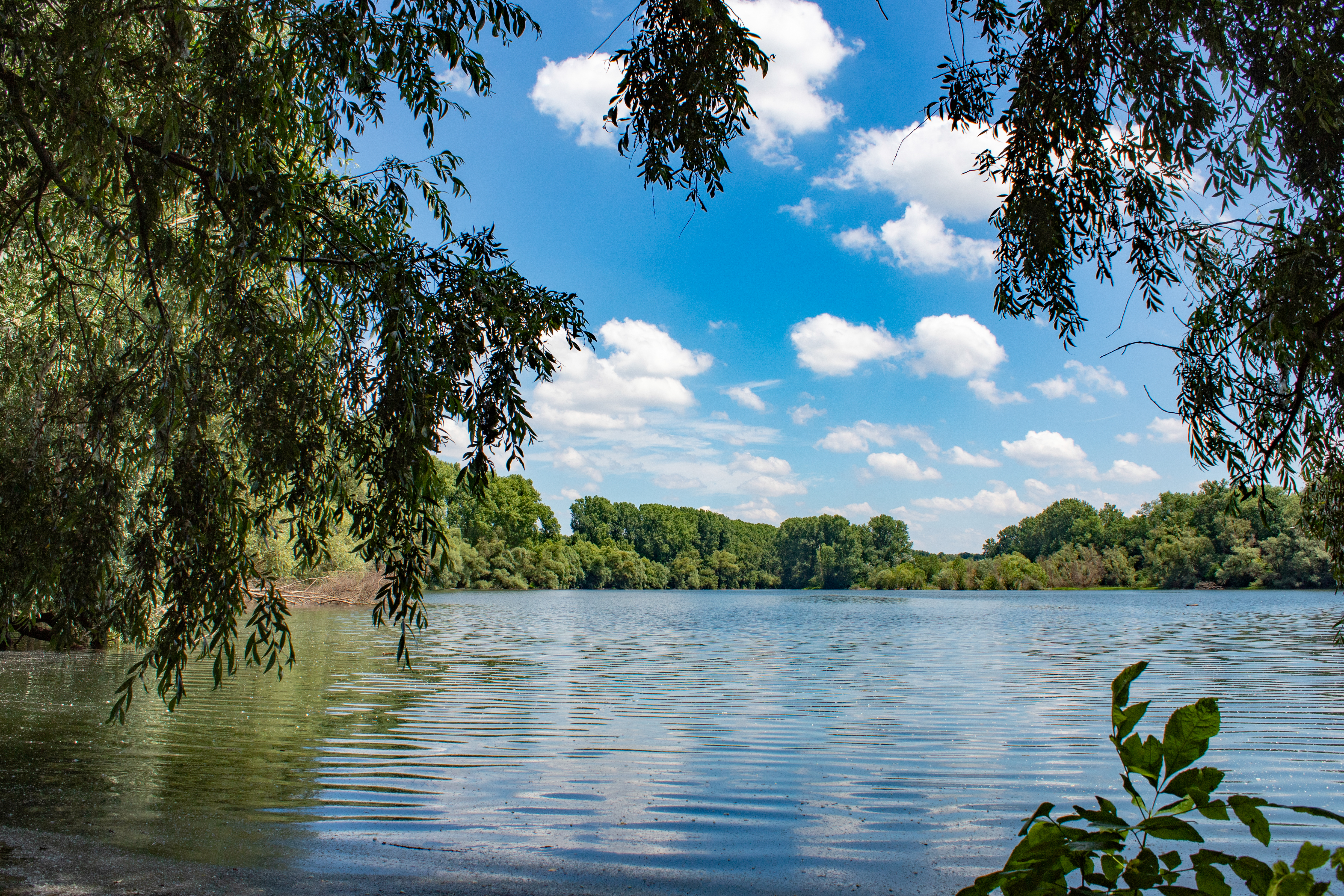
Schäfersee im NSG „Flotzgrün“

Im Bereich des Landschaftsschutzgebiets „Pfälzische Rheinauen“ sind viele kleinere Flächen als eigenständige Schutzgebiete ausgewiesen. Diese Gebiete umfassen eine Vielzahl von ökologisch wertvollen Feuchtgebieten verschiedener Verlandungsstufen – z. B. Dauerwasserbereiche mit Schwimmblattpflanzen, Schlickflächen, ausgedehnte Schilf- und Röhrichtzonen, so wie Weichholz- und Hartholzauen – und dienen dem Schutz seltener Tierarten und Pflanzenfamilien.
Bei diesen Schutzgebieten handelt es sich um Fauna-Flora-Habitate (FFH-Gebiete) und Vogelschutzgebiete nach EU-Recht, die Naturschutzgebiete in diesem Bereich unterliegen nationalem Recht. Bei manchen der Gebiete überschneiden sich mehrere Schutzstatus, was bedeutet, dass sowohl die nationalen als auch die europäischen Schutzbestimmungen gelten. Für detaillierte Informationen lohnt es sich, die verlinkten Rechtsverordnungen und Datenblätter der jeweiligen Schutzgebiete zur Kenntnis zu nehmen.

### Schutzvorschriften und Verhalten
Landschaftsschutzgebiete sind rechtsverbindlich festgesetzte Gebiete, in denen nach § 26 Abs. 1 BNatSchG „ein besonderer Schutz von Natur und Landschaft erforderlich ist zur Erhaltung, Entwicklung oder Wiederherstellung der Leistungs- und Funktionsfähigkeit des Naturhaushaltes“. Im Landschaftsschutzgebiet gelten daher bestimmte Verhaltensregeln, um die Natur zu schützen. So ist beispielsweise das Verrichten der Notdurft in der freien Natur verboten. Zudem sollten Besucher die Wege nicht verlassen und keine Pflanzen oder Tiere entnehmen. Außerdem gibt es zeitliche Beschränkungen, die die Ausübung des Angel- und Wassersports betreffen.

### Naturschutzgebiete
- Sporen
- Bobenheimer Altrhein
- Vorderer Roxheimer Altrhein-Krumbeeräcker
- Ochsenlache
- Hinterer Roxheimer Altrhein
- Prinz-Karl-Wörth
- Horreninsel
- Neuhofener Altrhein (nördliche Erweiterung)
- Neuhofener Altrhein
- Kistnerweiher
- Neuhofener Woog
- Im Wörth
- Böllenwörth
- Flotzgrün
- Mechtersheimer Tongruben
- Schafwiesen
- Schwarzwald
- Brückenkopf (auf dem rechtsrheinischen Gebiet von Germersheim)
- Rußheimer Altrhein (auf dem rechtsrheinischen Gebiet von Germersheim)
- Im Willig
- Eichtal-Brand
- Hördter Rheinaue
- Jockgrimer Tongruben
- Riedried
- Goldgrund
- Stixwörth
- Kleines Altwasser
- Neuburger Altrhein, westlicher Teil
- Neuburger Altrhein, südlicher Teil

### EU-Vogelschutzgebiete
- Bobenheimer und Roxheimer Altrhein mit Silbersee
- Neuhofener Altrhein mit Prinz-Karl-Wörth
- Otterstadter Altrhein und Angelhofer Altrhein inklusive Binsfeld
- Berghausener und Lingenfelder Altrhein mit Insel Flotzgrün
- Heiligensteiner Weiher
- Mechtersheimer Tongruben
- Rußheimer Altrhein
- Sondernheimer Tongruben
- Hördter Rheinaue inklusive Kahnbusch und Oberscherpfer Wald
- Offenbacher Wald, Bellheimer Wald und Queichwiesen (südöstliches Teilstück)
- Karlskopf und Leimersheimer Altrhein
- Neupotzer Altrhein
- Wörther Altrhein und Wörther Rheinhafen
- Goldgrund und Daxlander Au
- Neuburger Altrheine
- Bienwald und Viehstrichwiesen (teilweise)

### FFH-Gebiete
- Rheinniederung Ludwigshafen-Worms
- Rheinniederung Speyer-Ludwigshafen
- Rheinniederung Germersheim-Speyer
- Hördter Rheinaue
- Erlenbach und Klingbach (teilweise)
- Rheinniederung Neuburg-Wörth
- Bienwaldschwemmfächer (teilweise)

## Hochwasserschutz und Landschaftsschutz

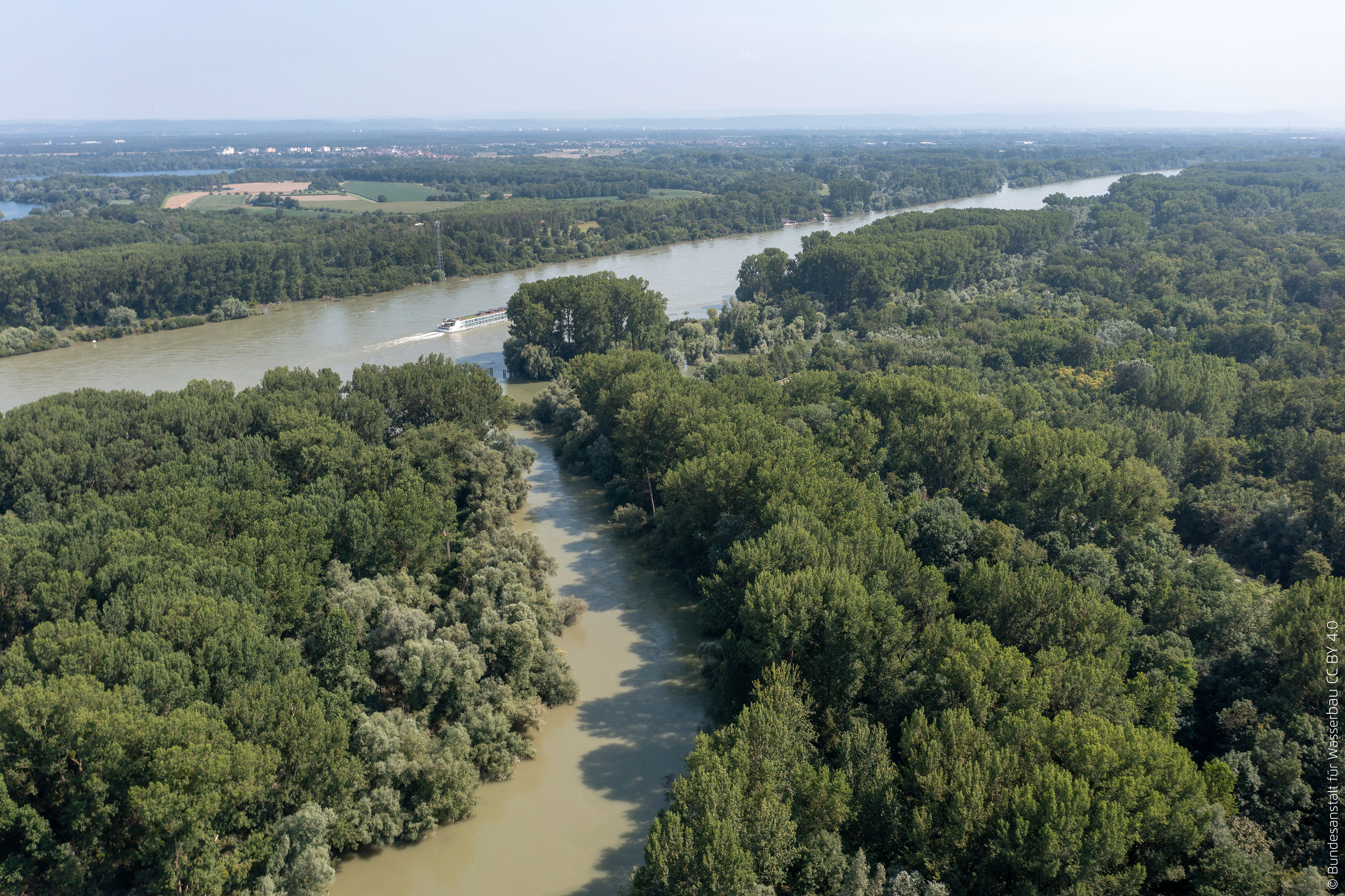
Überflutete Flächen nach dem Hochwasser im März 2021 bei Leimersheim

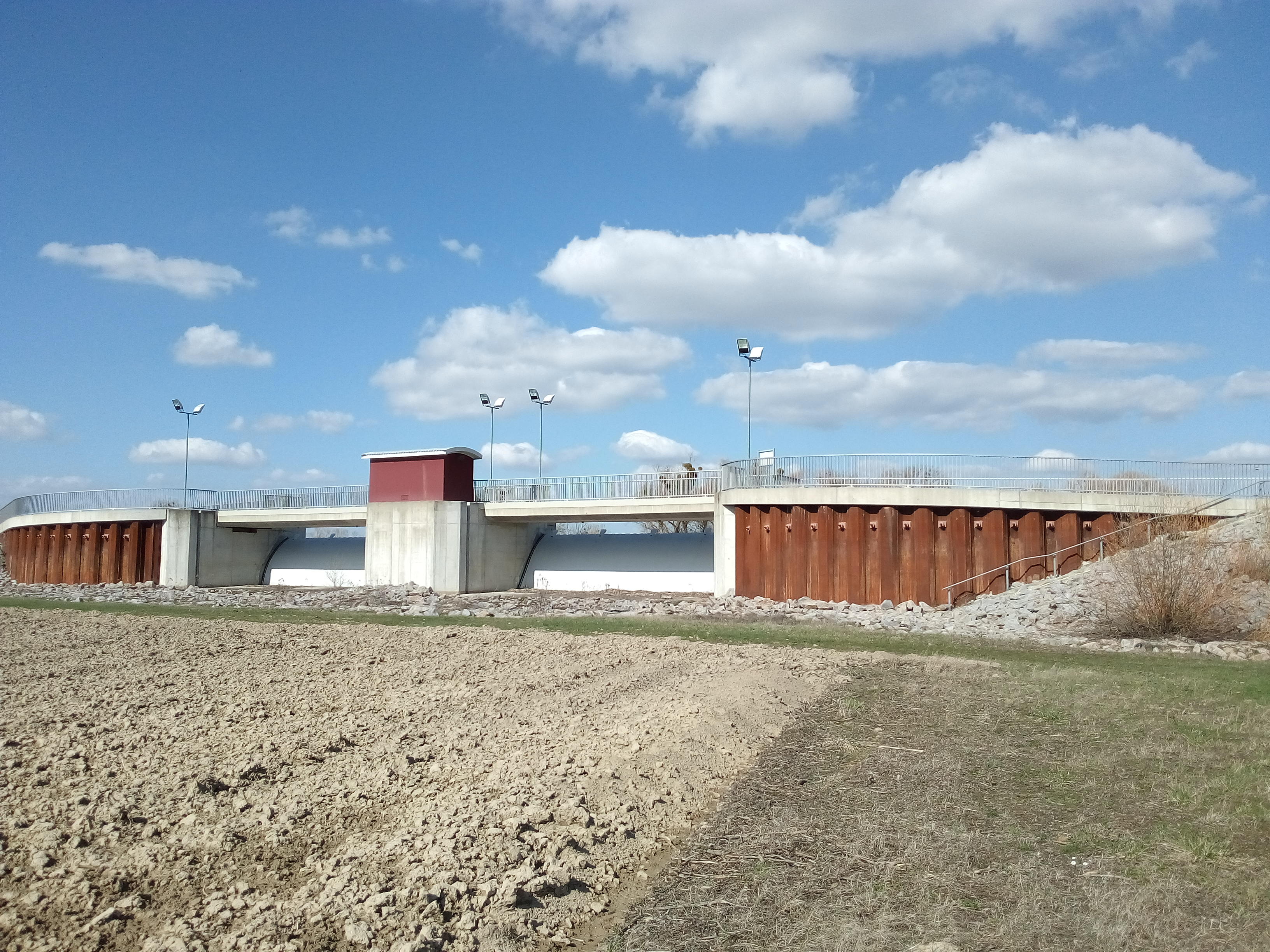
Polder Wörth/Jockgrim, Ein- und Auslassbauwerk

Der Hochwasserschutz spielt eine zentrale Rolle in den Pfälzischen Rheinauen und ist eng mit dem Landschaftsschutz verknüpft. Das Gebiet fungiert als multifunktionales System, das gleichzeitig dem Naturschutz, der Naherholung und dem Hochwasserschutz dient.

### Regionale Bedeutung
Aufgrund des hohen Schadenspotentials am Oberrhein – allein in Rheinland-Pfalz mehr als 11 Milliarden Euro – hat die Enquete-Kommission des Landtags „Verbesserung des Schutzes vor Hochwassergefahren“ im Jahr 1995 empfohlen, alle rheinland-pfälzischen Hochwasserrückhaltungen schnellstmöglich fertigzustellen und wo immer möglich, zusätzlichen Hochwasserrückhalteraum zu schaffen. Unter Berücksichtigung der möglichen Hochwasserverschärfung durch den Klimawandel werden die Planungen für neue Retentionsräume kontinuierlich vorangetrieben.

### Geplante Retentionsräume
Konkrete Planungen für Hochwasserrückhaltungen gibt es in den Räumen Eich-Guntersblum (im Landkreis Mainz-Bingen) und Hördter Rheinaue. Der Planfeststellungsbeschluss für den Polder Waldsee/Altrip/Neuhofen wird derzeit beklagt. Dass Projekt Deichrückverlegung Petersau-Bannen bei Frankenthal befindet sich in der Planungsphase. Von den geplanten Maßnahmen können auch die Nachbarländer und Unterlieger profitieren.

### Technische Schutzmaßnahmen
Zur Sicherung der tiefliegenden Gebiete sind verschiedene technische Maßnahmen erforderlich. Schöpfwerke werden benötigt, um die tiefliegenden Gebiete landseits der Deiche bei Rheinhochwasser zu schützen. Führt der Rhein Hochwasser, wird der Mündungsbereich der Nebengewässer – wie in Speyer der Speyerbach – an der Stelle, wo sie den Rheinhauptdeich queren, mit einer Schütztafel abgesperrt.

### Natürlicher Hochwasserschutz
Die natürlichen Auenfunktionen werden gezielt zur Hochwasserminderung genutzt. Früher konnten sich die Hochwasserwellen des Rheins in den breiten Auen „totlaufen“. Umweltschützer fordern daher: „Aus Hochwasser muss wieder Breitwasser werden. Breite Auen sind die beste Hochwasserversicherung.“

### Synergien zwischen Natur- und Hochwasserschutz
Oft hängt Hochwasserschutz direkt positiv mit dem Abbau von Kies und Sand zusammen, wobei ehemalige Abbauflächen zu Schutzgebieten werden und gleichzeitig Sicherheit schaffen. Die Auenlandschaften dienen als Hochwasserschutz, tragen zur Regulierung des Klimas bei und bieten Erlebnisse, Inspiration und Erholung.

### Klimawandel-Anpassung
Unter Berücksichtigung der möglichen Hochwasserverschärfung durch den Klimawandel werden die Planungen von der Struktur- und Genehmigungsdirektion Süd für neue Retentionsräume vorangetrieben. Die natürlichen Auenfunktionen werden dabei gezielt zur Hochwasserminderung genutzt, während gleichzeitig wertvolle Lebensräume erhalten und entwickelt werden.

## Freizeit- und Tourismusangebote

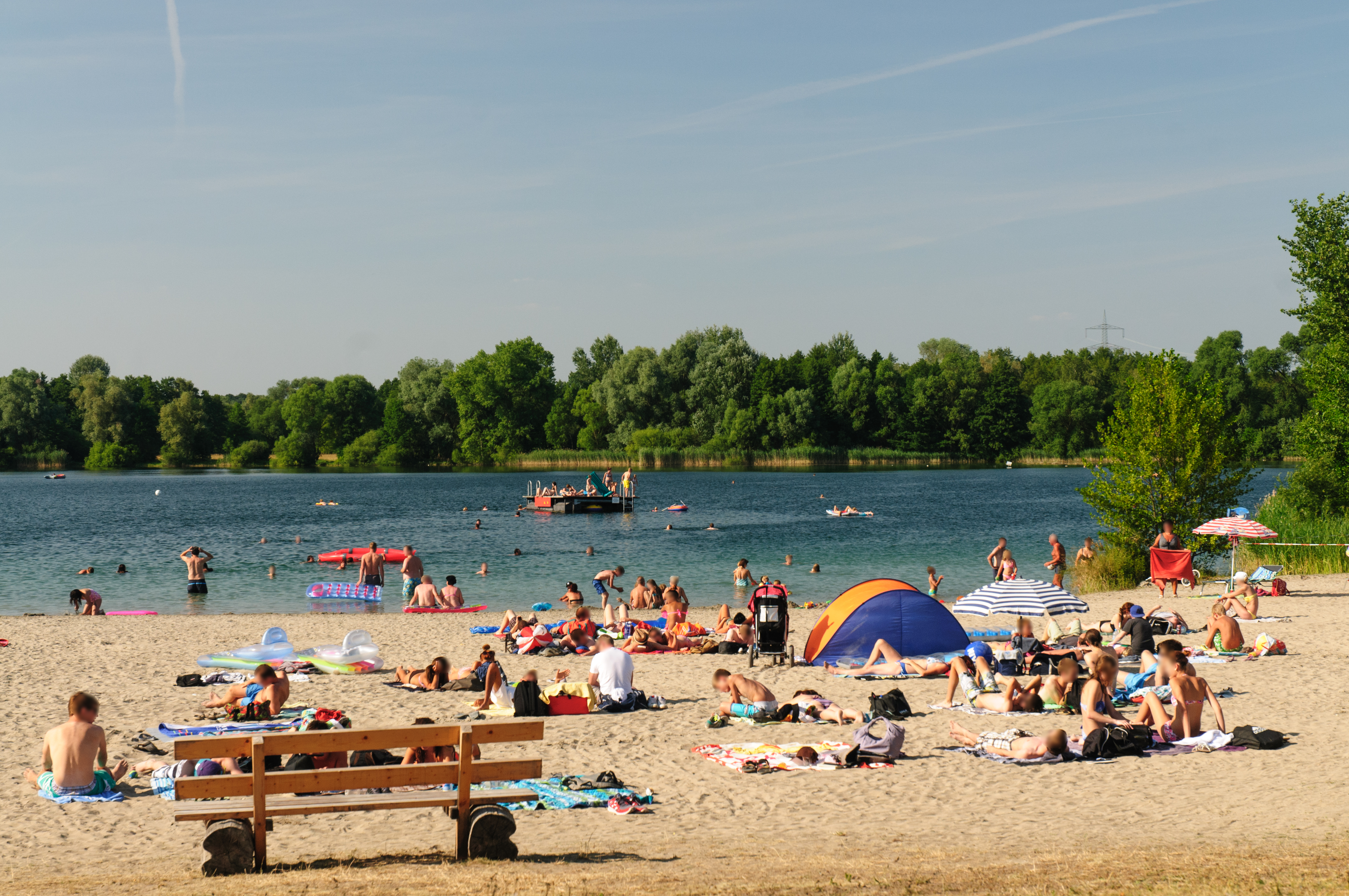
Naherholungsgebiet Johanneswiesen

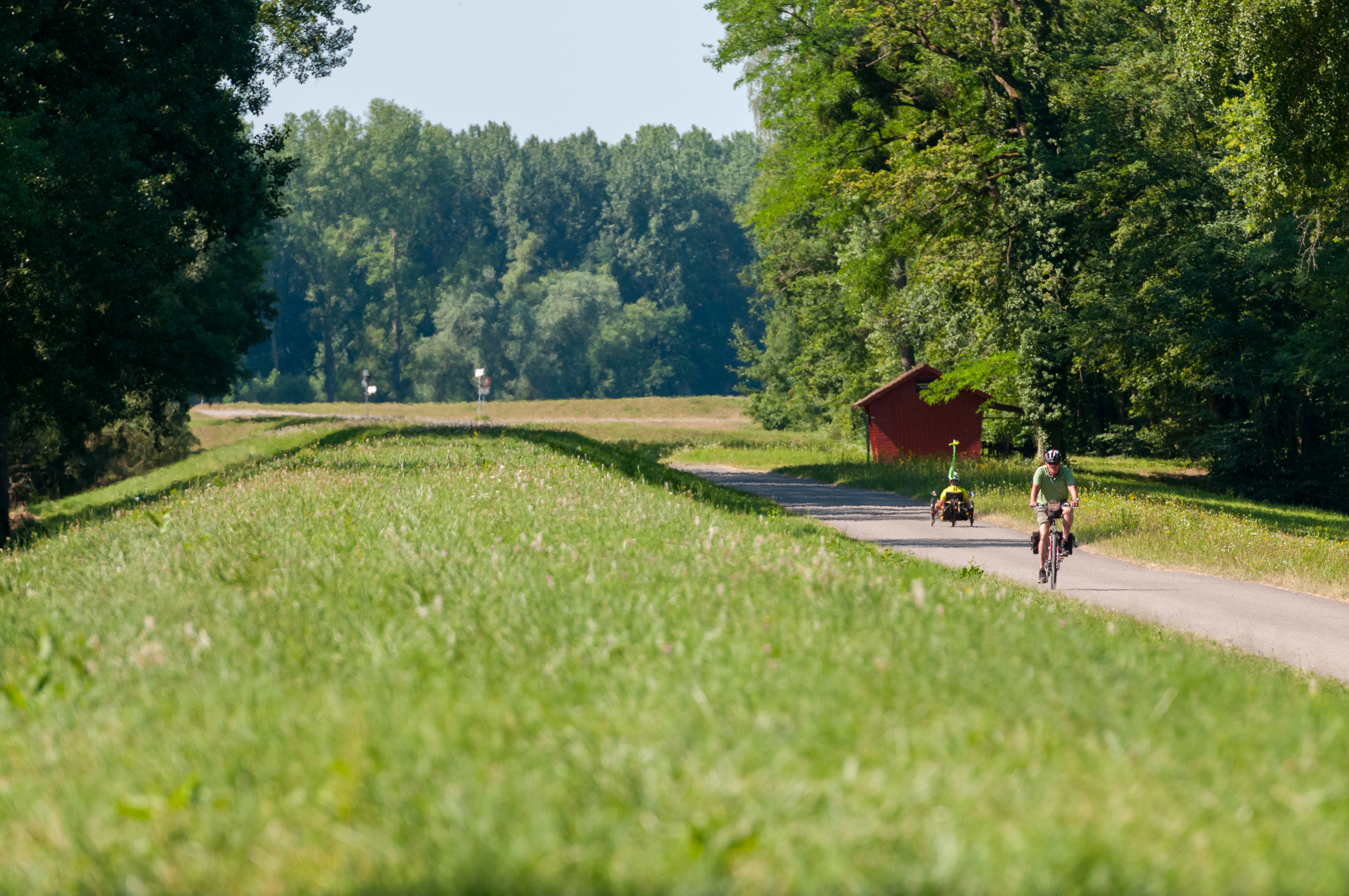
Der Rheinauen-Radweg entlang des Deichs bei Neupotz

Das Gebiet ist nicht nur ökologisch bedeutsam, sondern auch ein beliebtes Naherholungsgebiet. Die Pfälzischen Rheinauen bieten eine Vielzahl an Freizeit- und Tourismusmöglichkeiten, die Naturerlebnis, Bewegung und Erholung miteinander verbinden:
Nachenfahrten mit Elektrobooten
Fachkundige Bootsführer informieren über Flora, Fauna und die Geschichte des Rheins.
Hördter Rheinaue
Als zweitgrößtes Naturschutzgebiet der Pfalz bietet dieses Gebiet auf 835 Hektar eine beeindruckende Auenlandschaft mit seltenen Tier- und Pflanzenarten.
Naherholungsgebiete
Es gibt viele ehemalige Baggerseen, die ganz oder in Teilbereichen zu Badeseen umgestaltet wurden, z. B. das Naherholungsgebiet Johanneswiesen in Jockgrim, das Naherholungsgebiet Gimpelrhein in Sondernheim oder das Binsfeld bei Speyer.
Radtouren
Eine 45 km lange Bienwald-Rheinauen-Tour führt durch den märchenhaften Bienwald und die Rheinauen bei Hagenbach und Neuburg am Rhein. Die Strecke ist familienfreundlich und bietet zahlreiche Naturerlebnisse.
Der PAMINA-Rheinauen-Radweg führt zwischen Leimersheim und Lauterbourg durch die Pfälzer Rheinauen. Das Gebiet ist auch ein bedeutender Baustein im (über-)regionalen Radtourismus. Der Rheinradweg EuroVelo 15 wurde 2018 als schönste EuroVeloRoute ausgezeichnet und führt direkt durch das Gebiet.
Wassersport und Angeln
Das Gebiet ist bei Anglern sehr beliebt, wobei es spezielle Regelungen gibt. Das Forstamt Pfälzer Rheinauen ist für Reglementierungen und die Zulassung von Kleinfahrzeugen wie Angelnachen zuständig. Es gibt auch Beschränkungen für den Wassersport – bestimmte Bereiche sind zeitweise gesperrt, um bedrohte Tierarten zu schützen.
Wandern
Der gut markierte, ca. 12 km lange Premiumwanderweg „Treidlerweg“ führt als Rundweg durch die Rheinauen zwischen Sondernheim und Hördt und bietet besondere Naturerlebnisse. Die Route führt durch verschiedene Lebensräume wie Hartholz- und Weichholzaue, Schilfröhrichte, Altarme mit Seerosen und Streuobstwiesen. Beobachten lassen sich unter anderem Eisvögel, Laubfrösche, Graureiher, Schwalbenschwänze und seltene Pflanzen wie die Wilde Weinrebe.
Camping, Naturcamping und Wasserwanderrastplätze
Camping hat in den Pfälzischen Rheinauen eine wichtige freizeit- und tourismusbezogene Bedeutung, steht jedoch auch im Spannungsfeld zwischen Naturschutz und Freizeitnutzung. Es gibt verschiedene Dauercampingplätze, häufig am Rand von Baggerseen oder Altarmen, z. B. in Sondernheim, Lingenfeld oder bei Otterstadt.
Das Freistehen und Wildcampen ist nicht erlaubt und streng reglementiert wegen der ökologischen Sensibilität. Ebenso verboten ist das Zelten in Auwald, auf Deichen und in Überschwemmungsgebieten oder Schutzzonen.

## Landwirtschaft und Naturschutz

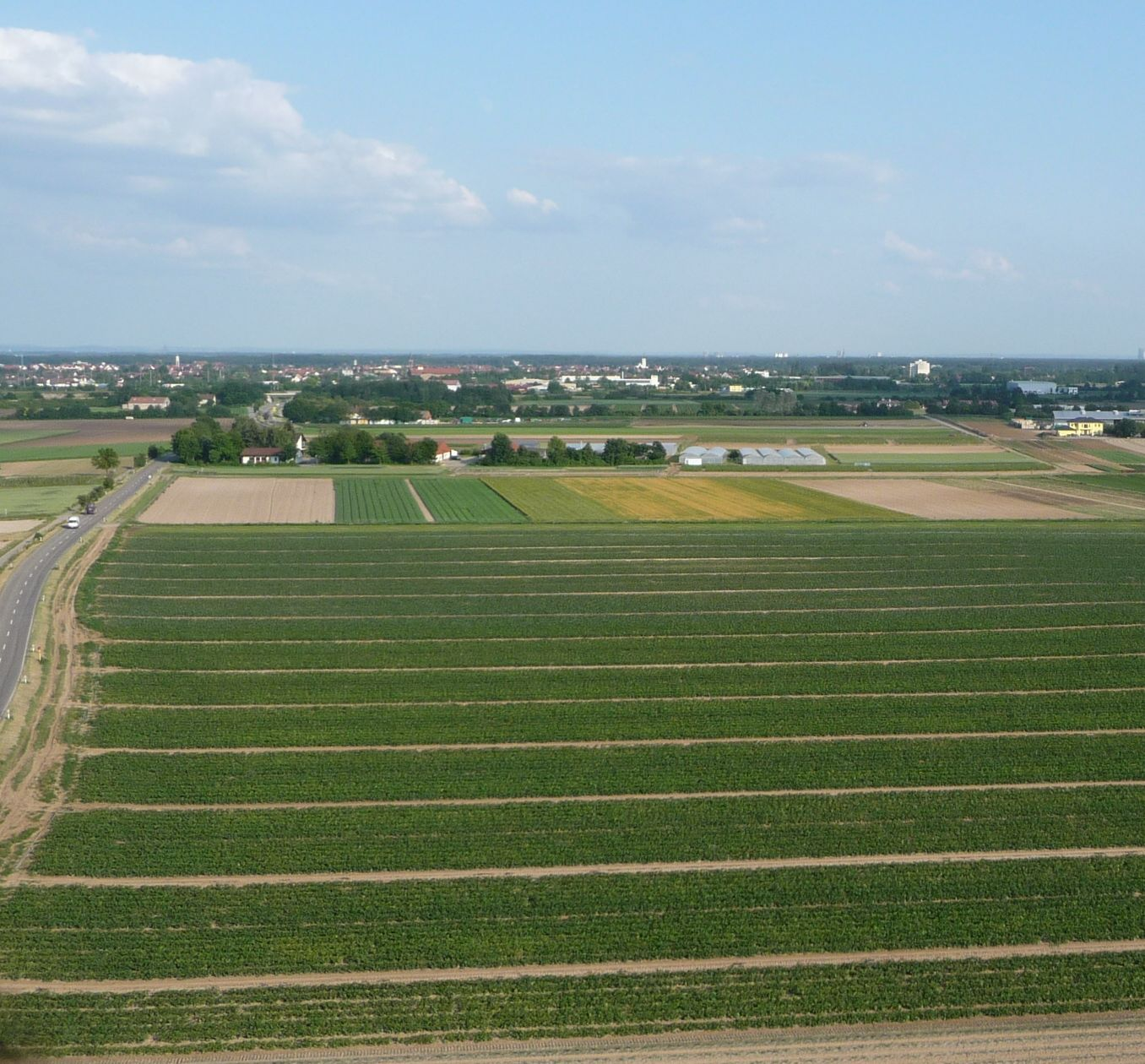
Landwirtschaft bei Otterstadt

Die Landwirtschaft spielt eine zentrale Rolle im Landschaftsschutzgebiet „Pfälzische Rheinauen“ und steht in einem komplexen Verhältnis zu den Naturschutzzielen des Gebietes. Als Teil der charakteristischen rheinland-pfälzischen Kulturlandschaft prägt sie das Erscheinungsbild der Region maßgeblich.

### Landwirtschaftliche Nutzung
Die landwirtschaftliche Nutzung in den Pfälzischen Rheinauen umfasst sowohl Ackerbau als auch Grünlandwirtschaft. Landwirtinnen und Landwirte bewirtschaften Äcker und Grünland innerhalb des Schutzgebietes und tragen damit zur Erhaltung der traditionellen Kulturlandschaft bei.

### Konflikte zwischen Nutzung und Schutz
Wie in vielen Landschaftsschutzgebieten entstehen auch in den Pfälzischen Rheinauen Spannungsfelder zwischen landwirtschaftlicher Nutzung und Naturschutzzielen. Ökonomische Zwänge und politische Fehlanreize führen zu hoher Flächenkonkurrenz und verstärken die Konflikte zwischen Nutzung und Schutz. Diese Entwicklung hat dazu geführt, dass kaum noch brachliegende Flächen existieren, auf denen sich Tiere und Pflanzen ungestört entwickeln können.

### Dialog und Kooperationsansätze
Um die Konflikte zwischen Landwirtschaft und Naturschutz zu entschärfen, werden verschiedene Dialogformate etabliert. Das Umwelt- und Landwirtschaftsministerium Rheinland-Pfalz steht im Austausch mit Projekten zu Biodiversitätsmaßnahmen und deren Übertragungsoptionen.

### Auswirkungen auf die Biodiversität
Die moderne Intensivlandwirtschaft trägt maßgeblich zum anhaltenden Biodiversitätsverlust bei. Gleichzeitig ist Naturschutz ohne Landwirtschaft unmöglich, da traditionelle Bewirtschaftungsformen zur Erhaltung bestimmter Lebensräume und Arten beitragen können.

### Rechtliche Regelungen
Im Rahmen von Planfeststellungsverfahren für Hochwasserschutzmaßnahmen können Abweichungen von den Verbotstatbeständen der Rechtsverordnung über das Landschaftsschutzgebiet „Pfälzische Rheinauen“ erforderlich werden. Diese berücksichtigen sowohl landwirtschaftliche Nutzungsinteressen als auch Naturschutzbelange.

### Lösungsansätze
Eine Diversifizierung der Landwirtschaft und Agrarlandschaften ist erforderlich, um sowohl den Naturschutzzielen als auch den wirtschaftlichen Bedürfnissen der Landwirtschaft gerecht zu werden. Dabei sollen von beiden Seiten – Mensch und Natur – profitieren können.

## Wirtschaft und Industrie in den Rheinauen

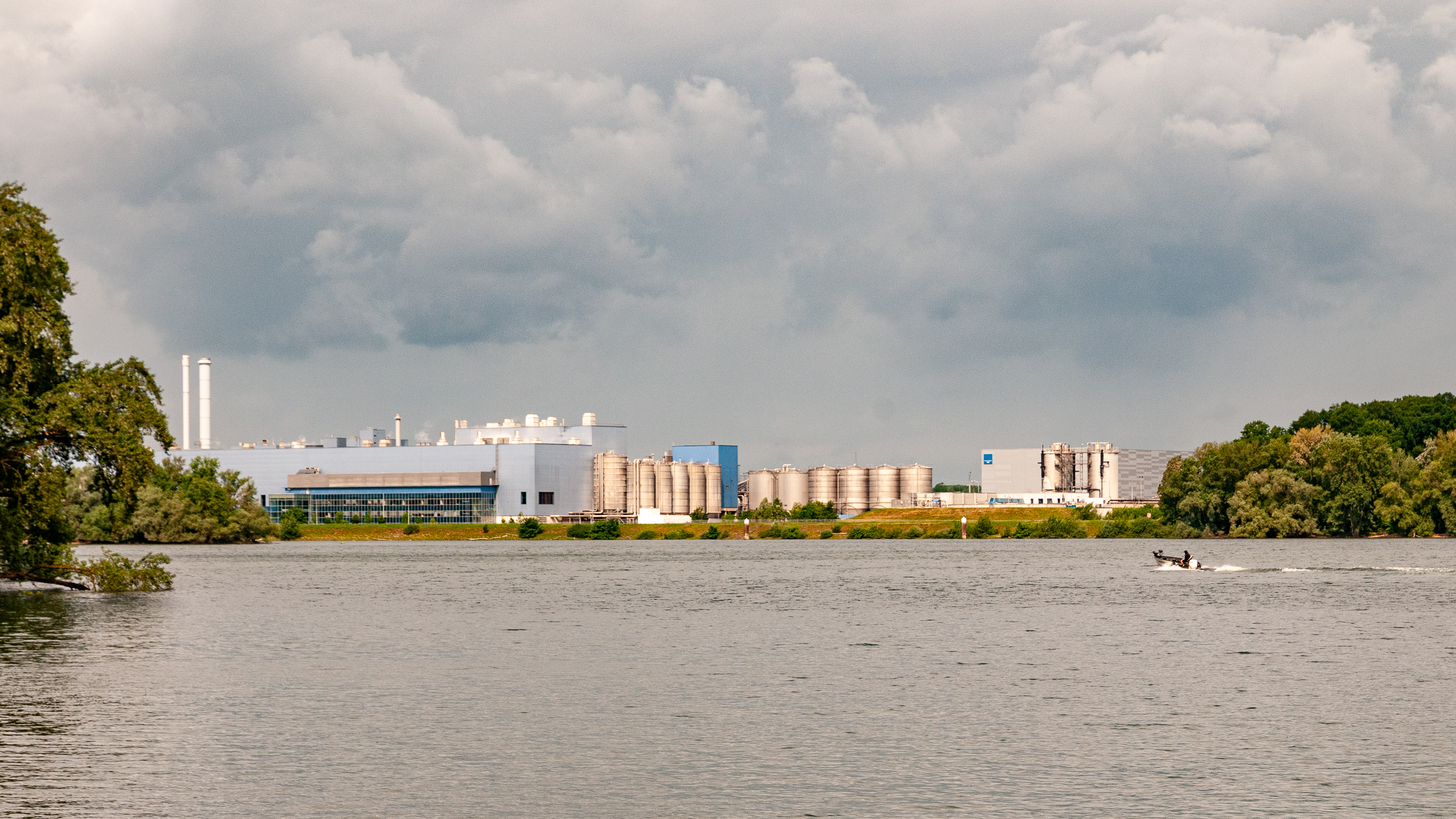
Vogelschutzgebiet Wörther Altrhein: Blick von der Hafeneinfahrt auf das Industriegebiet am Hafen Wörth am Rhein

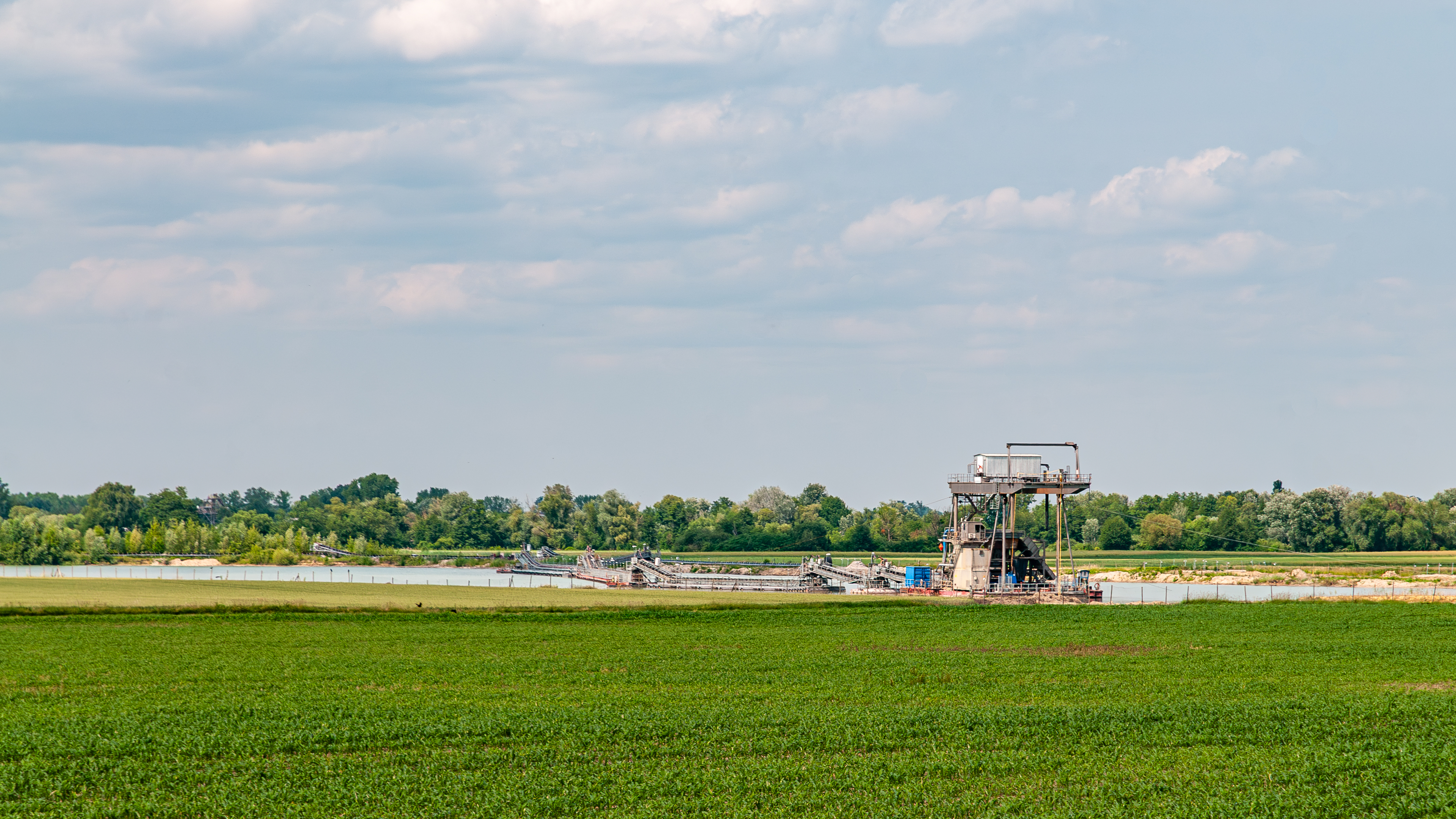
Kiesabbau in der Mittellache bei Rheinzabern

In den Rheinauen existieren verschiedene wirtschaftliche Nutzungen, darunter Landwirtschaft, Forstwirtschaft und in begrenztem Umfang auch industrielle Tätigkeiten. Außerdem sind wichtige Rheinhäfen im Bereich der „Pfälzischen Rheinauen“ in die regionale Infrastruktur eingegliedert. Die Nutzung dieser Flächen unterliegt jedoch strengen Auflagen, um die ökologischen Funktionen der Auenlandschaft zu erhalten.
Die Region entlang des Rheins in Rheinland-Pfalz ist ein bedeutender Industriestandort. Im Jahr 2023 waren etwa 358.900 Personen in der rheinland-pfälzischen Industrie beschäftigt, was rund 17 % aller Erwerbstätigen im Land entspricht. Besonders hervorzuheben ist der Chemiekonzern BASF in Ludwigshafen, der als größter Arbeitgeber der Region gilt.
Auch in der Gegenwart wird in den Pfälzischen Rheinauen noch Kies und Sand abgebaut – jedoch unter zunehmend strengeren naturschutzrechtlichen Vorgaben. Zu den aktiven Abbaugebieten zählt insbesondere der Silbersee bei Bobenheim-Roxheim, der sich im gleichnamigen EU-Vogelschutzgebiet befindet. Auch in Neupotz im Landkreis Germersheim betreibt ein Unternehmen weiterhin ein Kieswerk; dort laufen Planungen zur Erweiterung der genehmigten Abbaufläche um rund 23 Hektar. Der Abbau erfolgt nach dem Bundesberggesetz, wird aber durch Auflagen aus Raumordnung und Landschaftsschutz flankiert. Ein Ende der Abbaugenehmigungen wird in mehreren Gemeinden im Zeitraum nach 2025 erwartet, sofern keine Erweiterungen mehr genehmigt werden.
Ein zur Holcim-Gruppe gehörendes Kieswerk südöstlich von Rheinzabern gewinnt – neben Grundstoffen für die Baustoffindustrie – Gold aus Sekundärablagerungen des Rheins, das sogenannte Rheingold. Das Werk ist zudem der einzige offizielle Goldproduzent Deutschlands.
Viele Flächen der Rheinauen sind bereits durch Siedlungen, Industrieanlagen und Verkehrswege erschlossen. Nur wenige Gebiete bleiben als natürliche Flussauenbiotope erhalten, was ihre ökologische Bedeutung und Schutzwürdigkeit unterstreicht.

### Schutzmechanismen und rechtliche Grundlagen
Die Rheinauen sind als Landschaftsschutzgebiet ausgewiesen, was bedeutet, dass bestimmte Nutzungen erlaubt sind, solange sie dem Schutzzweck nicht zuwiderlaufen. Die Hauptziele sind der Erhalt der landschaftlichen Eigenart, die Sicherung der Leistungsfähigkeit des Naturhaushalts und die Förderung der Erholungsfunktion.
Bei geplanten Eingriffen in Natur und Landschaft, wie etwa Bauvorhaben oder forstwirtschaftlichen Maßnahmen, ist ein sogenannter „Fachbeitrag Naturschutz“ erforderlich. Dieser muss darlegen, wie Beeinträchtigungen vermieden oder kompensiert werden können. Die zuständigen Naturschutzbehörden prüfen diese Beiträge im Rahmen der Zulassungsverfahren.

## Naturschutz und nachhaltige Nutzung
Um den Schutz der Rheinauen langfristig zu sichern, werden verschiedene Maßnahmen ergriffen:
- Landschaftsplanung: Diese dient der Integration von Naturschutzbelangen in die Raum- und Bauleitplanung. Sie ermöglicht eine frühzeitige Berücksichtigung ökologischer Aspekte bei der Entwicklung von Flächen.
- Förderprogramme: Das Land Rheinland-Pfalz unterstützt Naturschutzmaßnahmen finanziell, etwa durch das Programm „Aktion Grün“. Dazu gehören Projekte wie die Renaturierung von Gewässern oder der Erhalt von Biotopen.[26]
- Bildungs- und Informationsangebote: Einrichtungen wie das NABU-Zentrum Rheinauen bieten Informationsmaterialien, Führungen und digitale Angebote an, um das Bewusstsein für den Schutz der Auenlandschaft zu stärken.

## Weitere Bilder zum Artikel

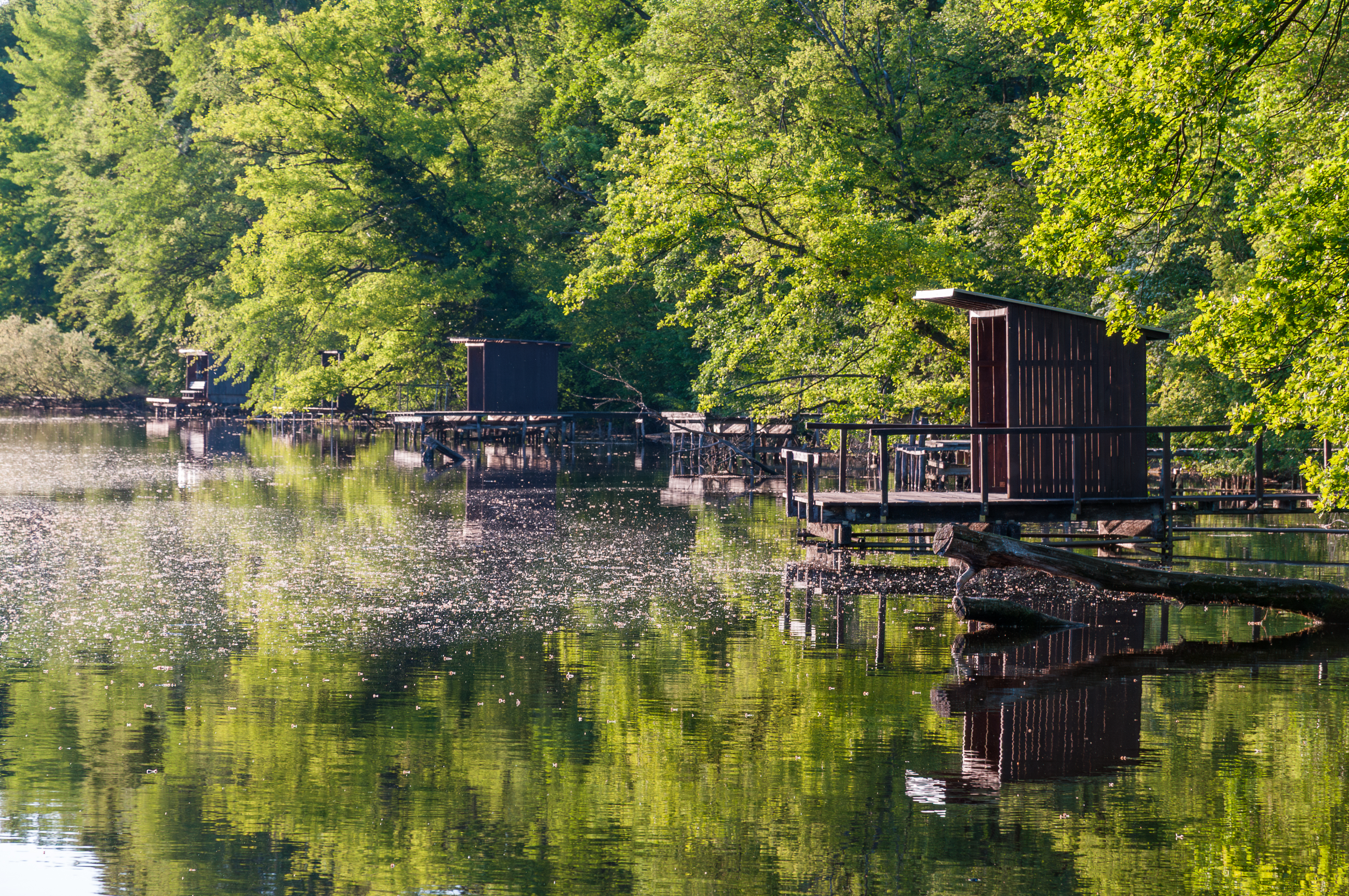
VSG Wörther Altrhein
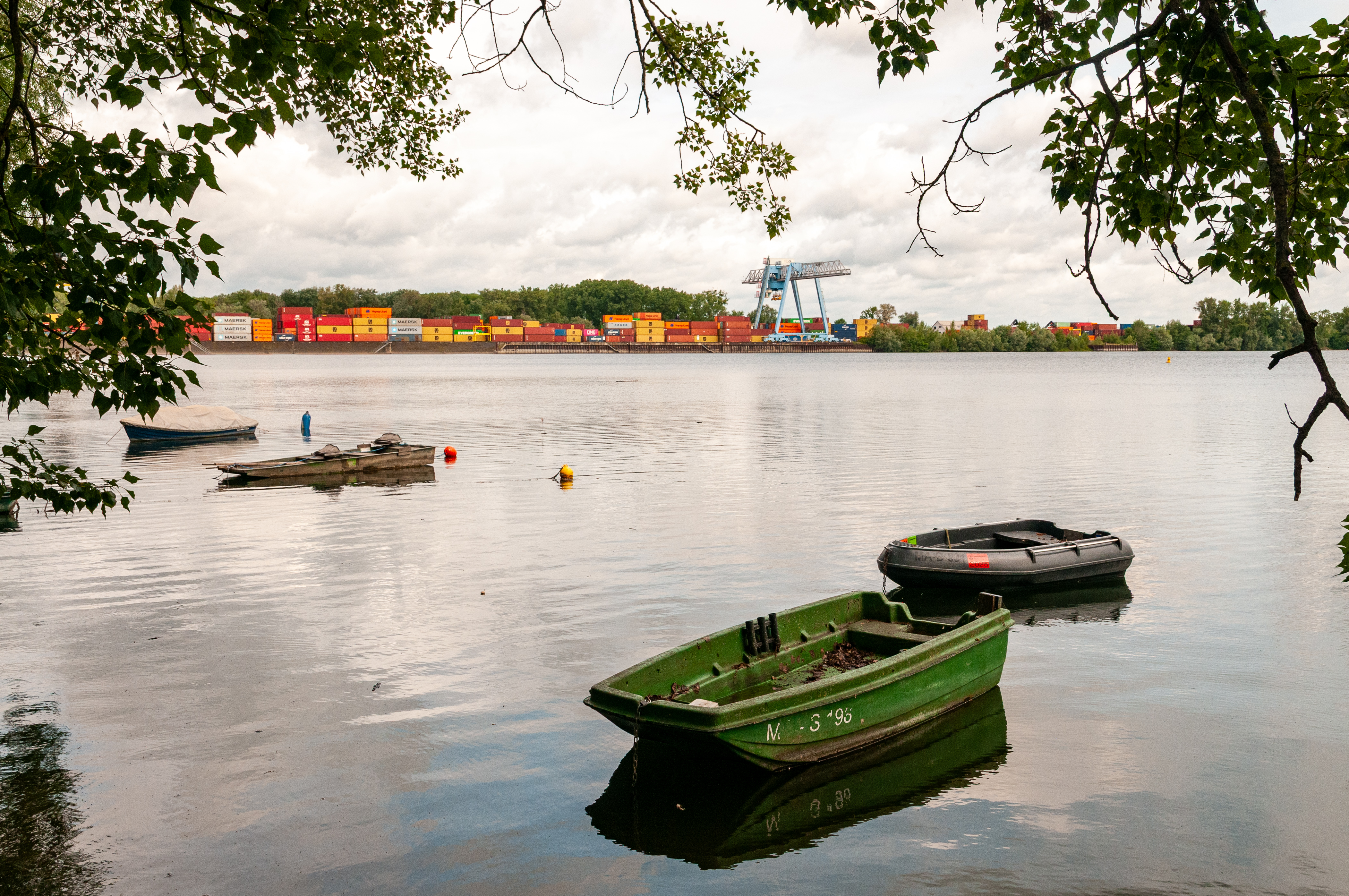
Hafen im VSG Wörther Altrhein
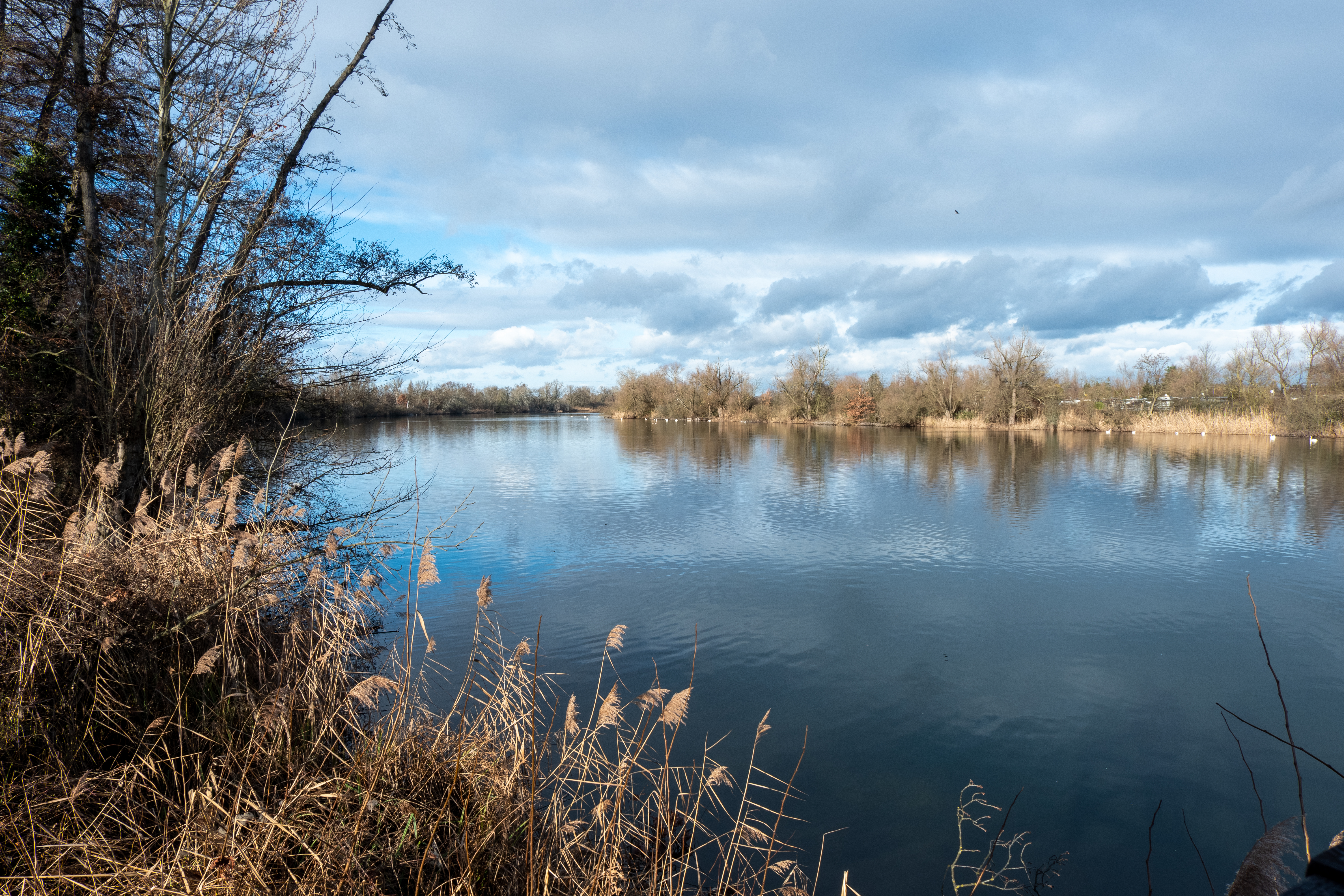
NSG Neuhofener Altrhein
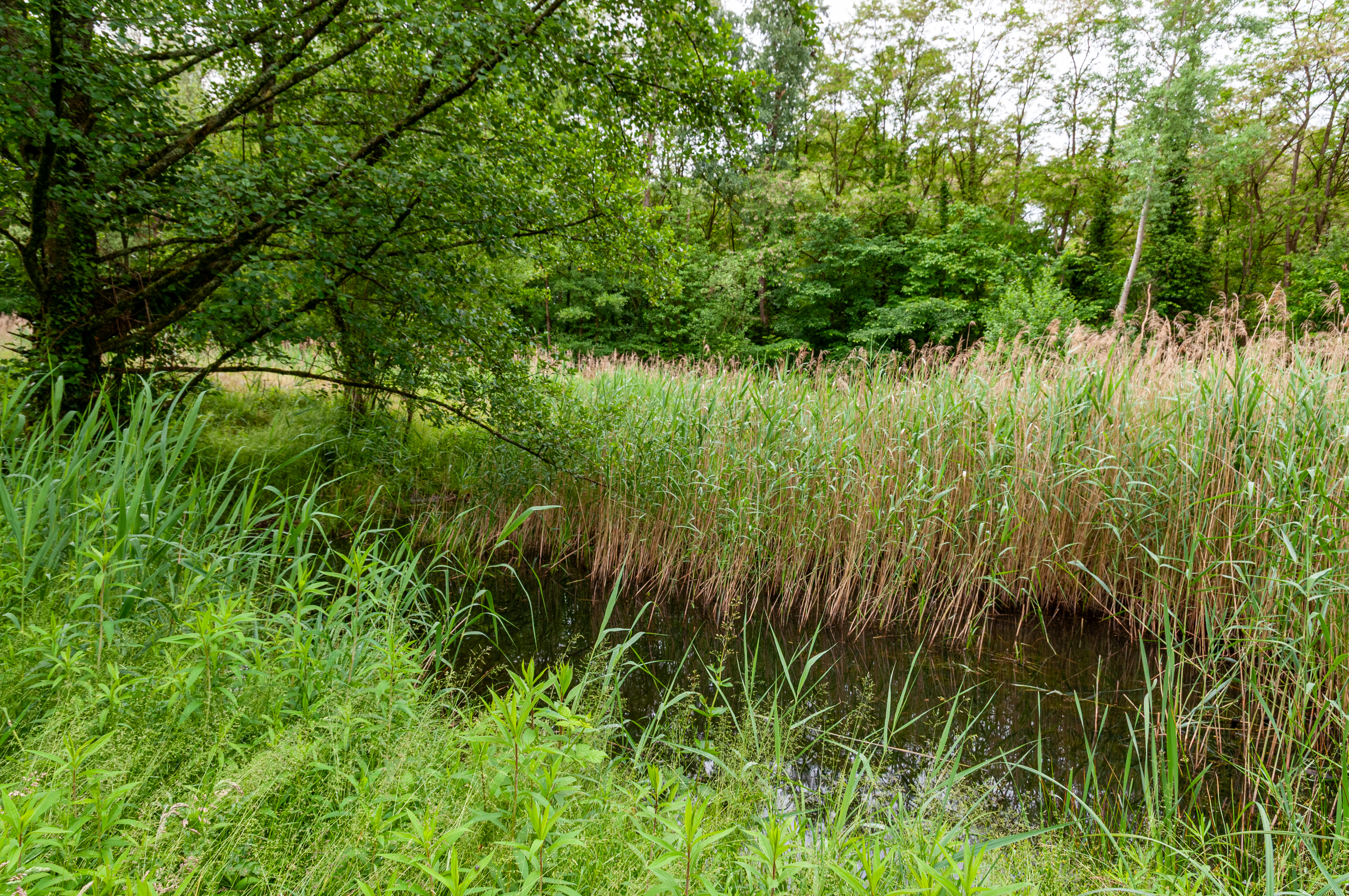
NSG Jockgrimer Tongruben
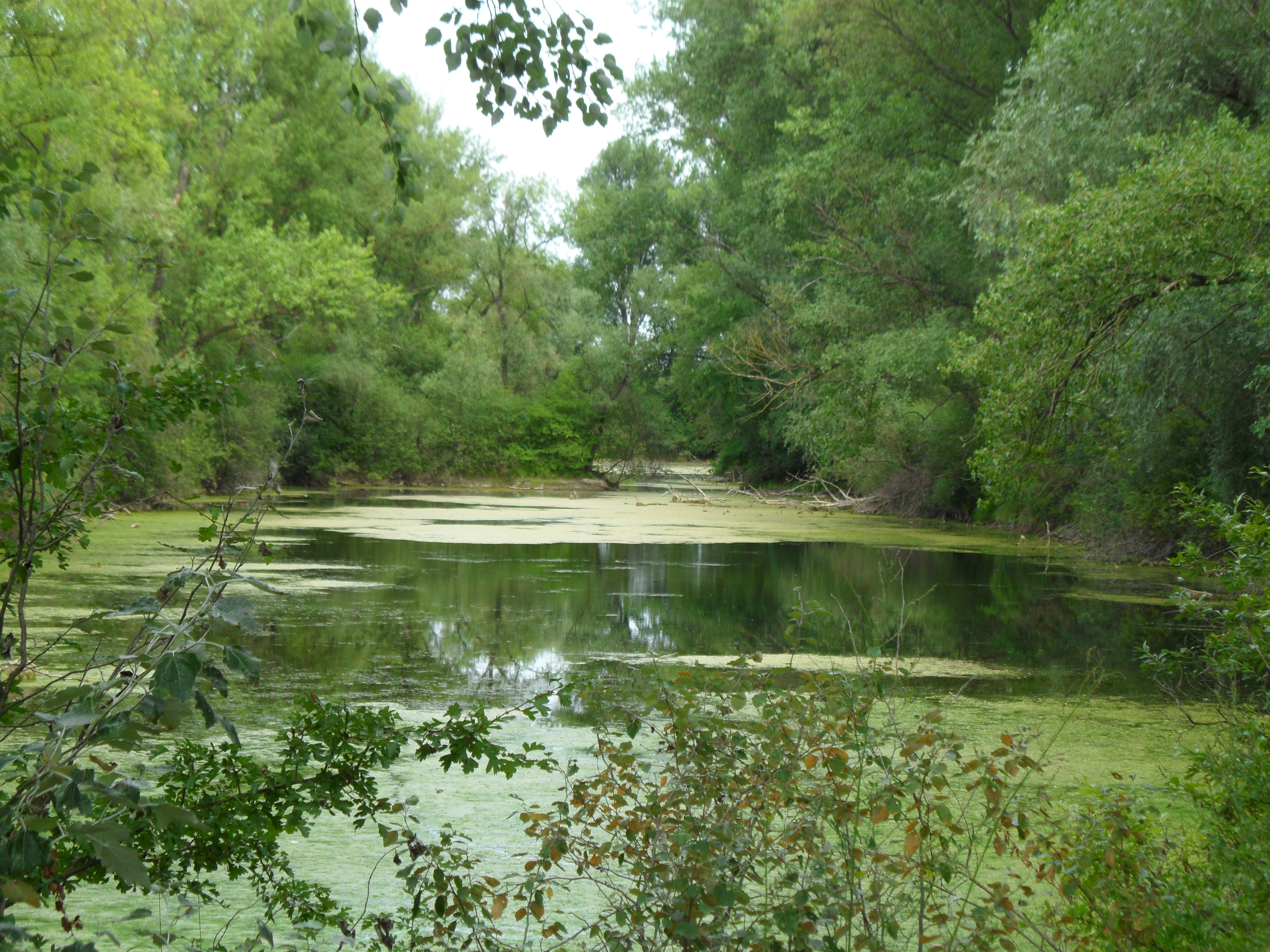
Altwasser bei Roxheim
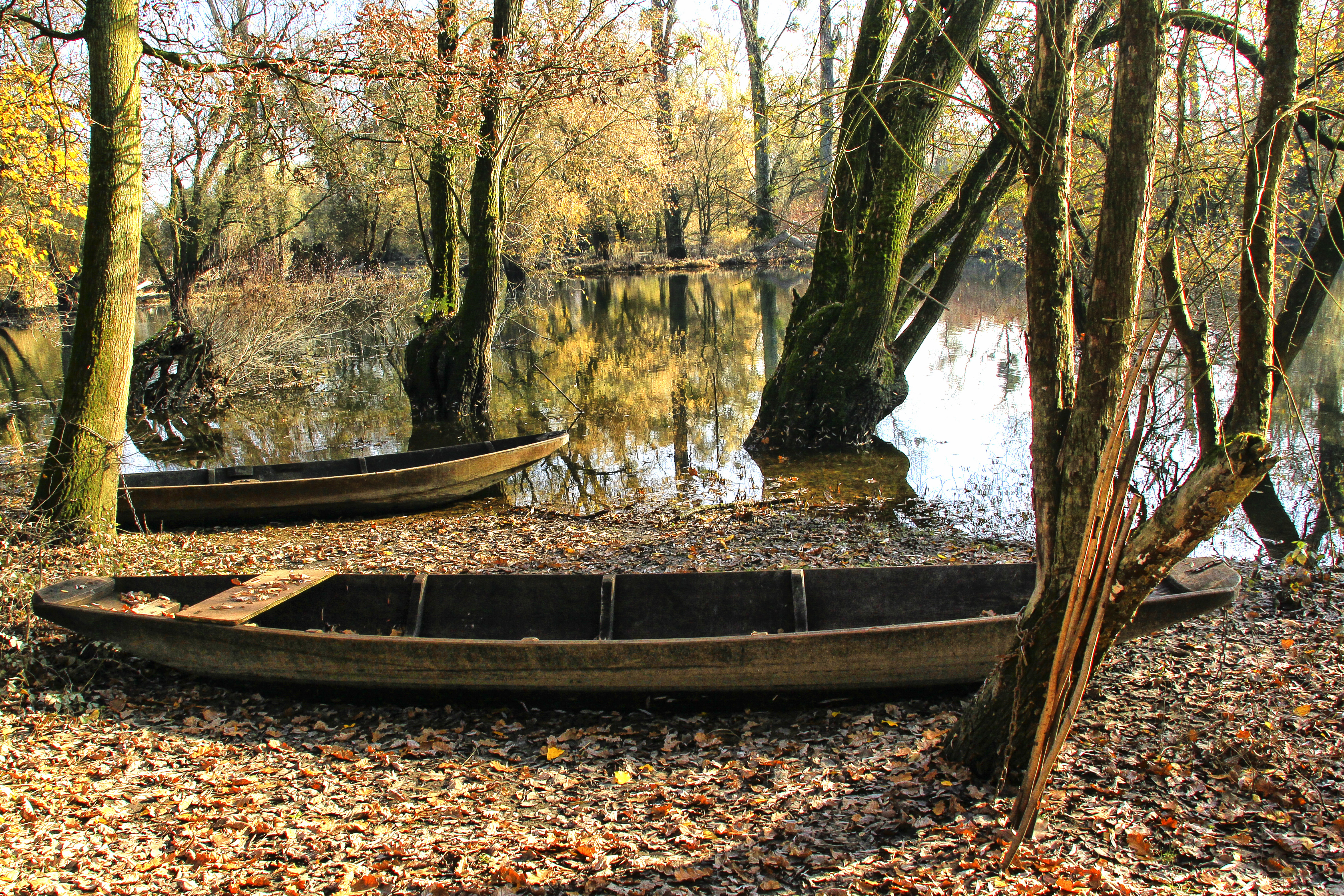
Rheinaue bei Leimersheim